# He’s a Rebel
He’s a Rebel ist der Titel eines Popsongs, der für die Girlgroup The Crystals 1962 zu einem Nummer-eins-Hit in den USA wurde. Er wurde komponiert und getextet von Gene Pitney.

## Vorgeschichte
Der Musikproduzent Phil Spector gründete 1961 die Schallplattenfirma Philles Records, deren meiste Singles er auch selbst produzierte. Die ersten Erfolge mit seinem neuen Label hatte er mit der Girlgroup The Crystals, die mit ihren beiden ersten Singles die Plätze 20 und 13 in den Hot 100 des US-Musikmagazins Billbord erreicht hatten. Nachdem ihre dritte Single wegen des textlich umstrittenen A-Seiten-Titels He Hit Me weitgehend boykottiert wurde, machte sich Spector auf die Suche nach einem neuen Song für die Crystals. Dabei stieß er auf das von Gene Pitney geschriebene Lied He’s a Rebel, das zunächst für die Girlgroup The Shirelles vorgesehen war. Nachdem diese jedoch abgesagt hatten, plante die Schallplattenfirma Liberty Records eine Aufnahme mit Vikki Carr.

## Produktion
Um Liberty zuvorzukommen, startete Spector sofort mit den Vorbereitungen für eine eigene Produktion in den Gold Star Studios in Hollywood. Er hatte zwar eine Aufnahme mit den Crystals geplant, die Gruppe befand sich jedoch auf einer Tournee in New York. Kurzerhand engagierte Spector die in Los Angeles ansässige Girlgroup The Blossoms für seine Produktion. Die Aufnahme erfolgte in der Besetzung Darlene Love, Fanita James und Gracia Nitzsche. Als Arrangeur betätigte sich Jack Nitzsche, Toningenieur war Larry Levine. Die musikalische Begleitung bestand aus einem Gitarristen, einem Saxofonisten und dem Schlagzeuger. Am 14. August 1962 veröffentlichte Philles Records die Single mit He’s a Rebel auf der A-Seite (B-Seite: I Love You Eddie) unter der Katalog-Nummer 106 – mit der Interpretenangabe „The Crystals“. Drei Tage später erschien bei Liberty die Version mit Vikki Carr. Die Crystals waren von diesem Vorgang völlig überrascht, trugen den Song jedoch bei späteren Liveauftritten selbst vor.

## Inhalt
In dem von Gene Pitney verfassten Text ist eine Frau fasziniert von ihrem Geliebten. Sie liebt seinen Gang und seine Haltung, und sie ist stolz auf ihn, weil er stets seinen eigenen Weg geht. Auch wenn die Leute sagen, dass er deswegen ein Rebell sei, für sie ist es wichtig, dass er stets zärtlich zu ihr ist. Sie wird immer zu ihm stehen, für sie ist er kein Rebell.

## Erfolge
Billboard nahm den Titel He’s a Rebel am 8. September 1962 erstmals in die Hot 100 auf, wo er auf Platz 98 startete. Am 20. Oktober erschien er unter den Top 10, und am 3. November hatte He’s a Rebel die Spitze der Hot 100 erreicht. Dort hielt sich der Song zwei Wochen lang, insgesamt war er 18 Wochen lang in den Hot 100 notiert, außerdem erreichte er in den Rhythm-and-Blues-Chart als beste Platzierung Rang zwei. Einen ähnlich erfolgreichen Verlauf unternahm He’s a Rebel beim Konkurrenzmagazin Cashbox. Dort startete der Titel eine Woche später auf Platz 79, erreichte später aber nur zweimal den zweiten Platz. Auf internationaler Ebene erreichte He’s a Rebel in Kanada und Neuseeland erste Plätze, während es in Großbritannien nur zum 19. Platz reichte.

## Coverversionen
Neben der Version von Vikki Carr, die am 17. August 1962 von Liberty veröffentlicht wurde, gab es weitere zeitnahe englischsprachige Veröffentlichungen von folgenden Interpreten:
- The Gleams, USA
- The Alice Blues, Großbritannien
- The Breakaways, Großbritannien, 1962
- Wade Evans, Neuseeland
- Dee Dee Clark, Schweden

Spätere Coverversionen erschienen unter anderem mit Helen Shapiro (1964), The Goodees (1969), Barbi Benton (1976) und Maureen McGovern (1979).